# Anoplophora medenbachii
Anoplophora medenbachii är en skalbaggsart som först beskrevs av Conrad Ritsema 1881.  Anoplophora medenbachii ingår i släktet Anoplophora och familjen långhorningar. Inga underarter finns listade i Catalogue of Life.